# Mellanvikt i boxning vid olympiska sommarspelen 1996
Resultat från boxning vid olympiska sommarspelen 1996 och herrarnas mellanvikt. Boxarna vägde under 75 kg. Tävlingarna arrangerades i Alexander Memorial Coliseum.

## Medaljörer
| Klass      | Guld                   | Silver                     | Brons                     |
| Mellanvikt | Ariel Hernández · Kuba | Malik Beyleroğlu · Turkiet | Rhoshii Wells · USA       |
| Mellanvikt | Ariel Hernández · Kuba | Malik Beyleroğlu · Turkiet | Mohamed Bahari · Algeriet |

## Resultat

### Första omgången
| Första Rundan           | Första Rundan | Första Rundan          |
| Vinnare                 | Resultat      | Förlorare              |
| ----------------------- | ------------- | ---------------------- |
| Tomasz Borowski (POL)   | 9-6           | Mohamed Mosbahi (MAR)  |
| Hirokuni Moto (JPN)     | 15-10         | Tao Chen (CHN)         |
| Zsolt Erdei (HUN)       | RSC-3 (01:38) | Juan Pablo Lopez (MEX) |
| Mohamed Bahari (ALG)    | RSC-2 (02:20) | Thomas Marcus (BAR)    |
| Akaki Kakauridze (GEO)  | 10-3          | Ricardo Araneda (CHI)  |
| Brian Magee (IRL)       | 13-5          | Randall Thompson (CAN) |
| Ricardo Rodríguez (BRA) | 11-4          | Bob Gasio (SAM)        |
| Bertrand Tetsia (CMR)   | 12-2          | Lim-Chul Moon (KOR)    |
| Rhoshii Wells (USA)     | 24-7          | Kourosh Molaei (IRI)   |
| Dilshod Yarbekov (UZB)  | RSC-3 (02:47) | Brian Johansen (DEN)   |
| Ludovik Plachetka (CZE) | 20-4          | Dan Mathunjawa (SWZ)   |
| Ariel Hernández (CUB)   | 11-2          | Salim Kbary (EGY)      |
| Malik Beyleroğlu (TUR)  | -             | Bye                    |
| Sven Ottke (GER)        | 11-4          | Jean-Paul Mendy (FRA)  |
| Justann Crawford (AUS)  | 12-3          | Sackey Shivute (NAM)   |
| Alexander Lebziak (RUS) | 20-4          | Rowan Donaldson (JAM)  |

### Andra omgången
| Första Rundan           | Första Rundan | Första Rundan           |
| Vinnare                 | Resultat      | Förlorare               |
| ----------------------- | ------------- | ----------------------- |
| Malik Beyleroğlu (TUR)  | 9-8           | Zsolt Erdei (HUN)       |
| Tomasz Borowski (POL)   | 11-6          | Hirokuni Moto (JPN)     |
| Mohamed Bahari (ALG)    | 8-5           | Akaki Kakauridze (GEO)  |
| Brian Magee (IRL)       | 11-6          | Bertrand Tetsia (CMR)   |
| Rhoshii Wells (USA)     | 16-2          | Ricardo Rodríguez (BRA) |
| Dilshod Yarbekov (UZB)  | 4-4           | Ludovik Plachetka (CZE) |
| Ariel Hernández (CUB)   | 5-0           | Sven Ottke (GER)        |
| Alexander Lebziak (RUS) | RSC-3 (00:34) | Justann Crawford (AUS)  |

### Kvartsfinaler
| Första Rundan          | Första Rundan | Första Rundan           |
| Vinnare                | Resultat      | Förlorare               |
| ---------------------- | ------------- | ----------------------- |
| Malik Beyleroğlu (TUR) | 16-12         | Tomasz Borowski (POL)   |
| Mohamed Bahari (ALG)   | 15-9          | Brian Magee (IRL)       |
| Rhoshii Wells (USA)    | 8-8           | Dilshod Yarbekov (UZB)  |
| Ariel Hernández (CUB)  | 15-8          | Alexander Lebziak (RUS) |

### Semifinaler
| Första Rundan          | Första Rundan | Första Rundan        |
| Vinnare                | Resultat      | Förlorare            |
| ---------------------- | ------------- | -------------------- |
| Malik Beyleroğlu (TUR) | 11-11         | Mohamed Bahari (ALG) |
| Ariel Hernández (CUB)  | 17-8          | Rhoshii Wells (USA)  |

### Final
| Första Rundan         | Första Rundan | Första Rundan          |
| Vinnare               | Resultat      | Förlorare              |
| --------------------- | ------------- | ---------------------- |
| Ariel Hernández (CUB) | 11-3          | Malik Beyleroğlu (TUR) |